# EZ Canis Majoris
EZ Canis Majoris eller WR 6, är en dubbelstjärna i mellersta delen av stjärnbilden Stora hunden. Den har en skenbar magnitud av ca 6,91 och kräver en stark handkikare eller ett mindre teleskop för att kunna observeras. Baserat på uppmätt parallax enligt Gaia Data Release 2 på ca 0,412 mas beräknas den befinna sig på ett avstånd av ca 4 900 ljusår (ca 1 500 parsec) från solen. Den rör sig bort från solen med en heliocentrisk radialhastighet av ca 164 km/s.

## Egenskaper
Primärstjärnan är en Wolf-Rayet-stjärna och den är en av de tio ljusaste Wolf-Rayet-stjärnorna, ljusare än skenbar magnitud 7.

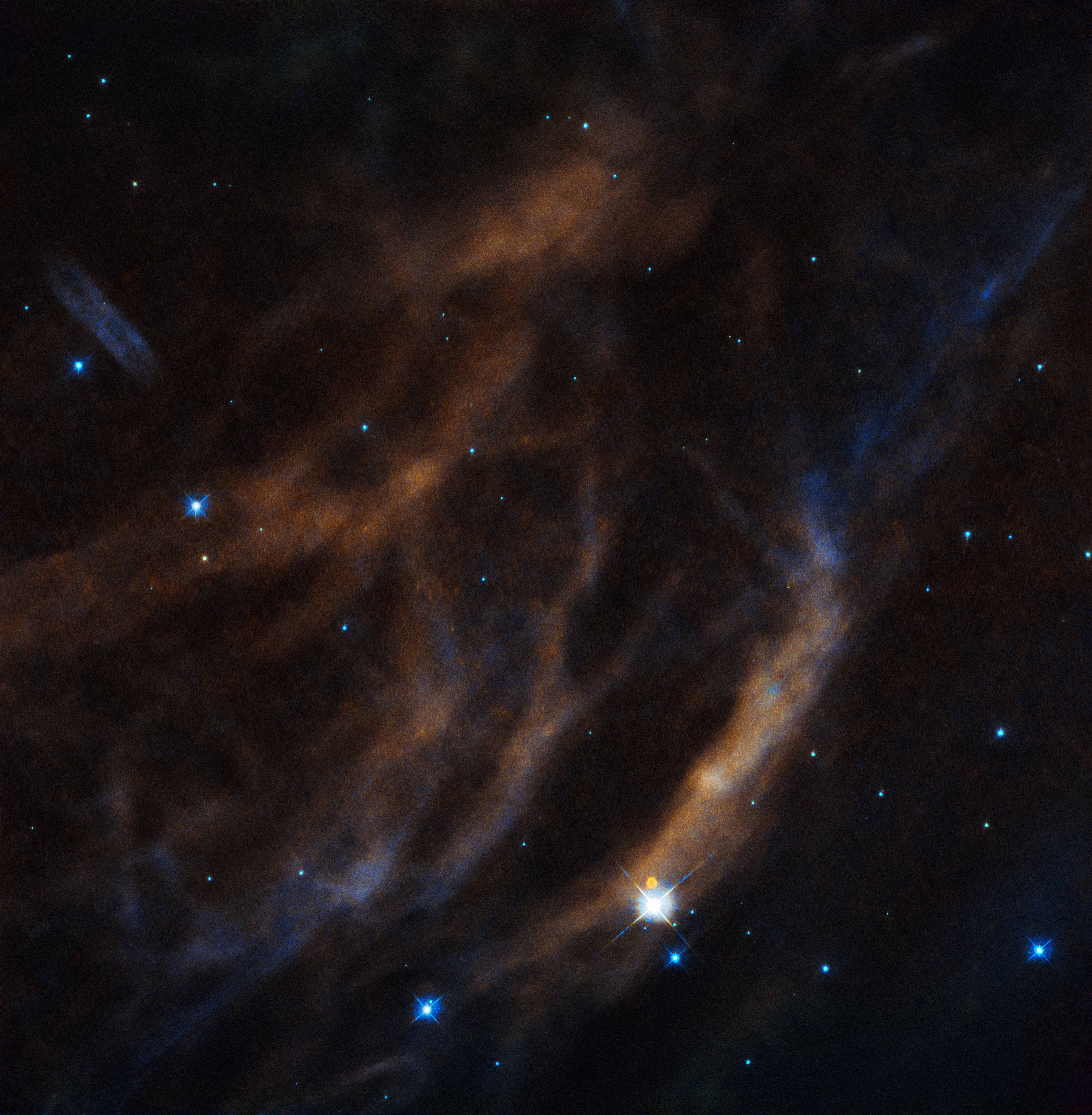
Detalj av ena kanten av bubbla blåst av EZ CMa. EZ CMa är utanför ramen till vänster (österut).

EZ Canis Majoris har en skenbar visuell magnitud som varierar mellan 6,71 och 6,95 med en period av 3,766 dygn, tillsammans med förändringar i spektrumet. Det har föreslagits att den skulle kunna vara en dubbelstjärna, med en neutronstjärna som följeslagare som skulle fullborda en bana kring Wolf-Rayet-stjärnan med den perioden, vilket skulle vara orsaken till dessa variationer. General Catalogue of Variable Stars listar den som en möjlig kataklysmisk variabel utifrån detta. Det har hävdats att följeslagaren inte existerar och spektrala variationer orsakas av aktivitet på stjärnans yta.

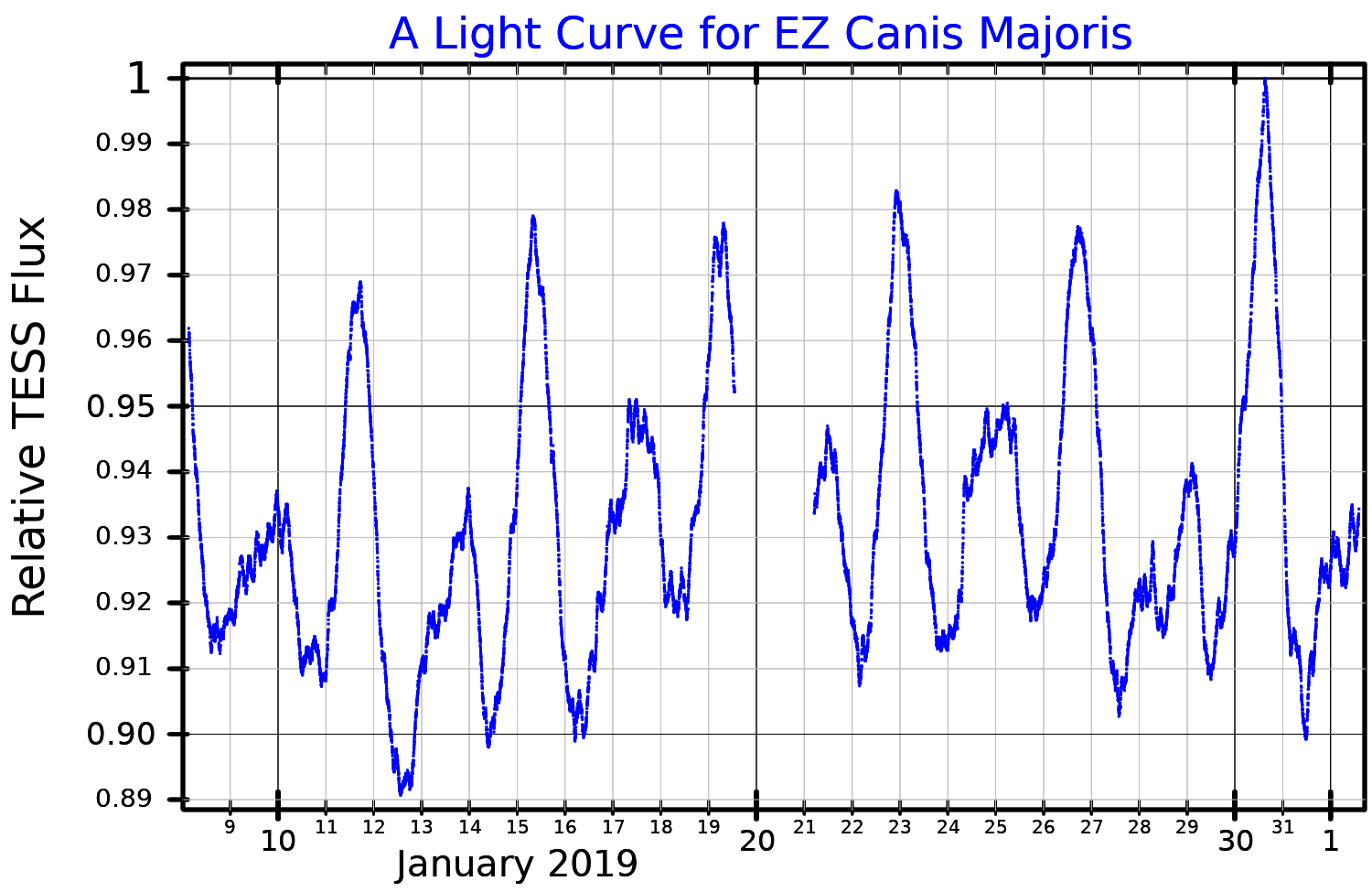
Ljuskurva för EZ Canis Majoris, anpassad från TESS-data

Observationer av ljusvariationerna under en fyramånadersperiod från slutet av 2015 till början av 2016 bekräftade de tydliga variationerna på 3,76 dygn. Detta tolkades som en 3,66-dygns omloppsperiod med snabb apsidal precession som fullbordade en fullständig rotation på cirka 100 dygn. Banan lutar omkring 60–74 grader och det sker två förmörkelser under varje omloppsvarv.

## Wolf-Rayet-stjärna och nebulosa
Spektraltypen WN4 anger en extremt het stjärna, och detta leder till en mycket hög ljusstyrka, mest utsänd som ultraviolett strålning. Spektrumet visar en stjärna helt utan väte vid ytan.
EZ Canis Majoris är omgiven av en svag bubbelnebulosa, en liten HII-region som blåses av stjärnvindar upp till 1 700 km/s och joniseras av den intensiva UV-strålningen. Denna är katalogiserat som Sharpless Sh2-308, eller bara S308. Den ingår sannolikt i den mycket spridda öppna stjärnhopen Collinder 121, som finns runt den orange superjätten Omikron1 Canis Majoris.